# 松川正則
松川 正則（まつがわ まさのり、1953年〈昭和28年〉9月20日 - 2024年〈令和6年〉7月26日）は、日本の政治家。沖縄県宜野湾市長（2期）。

## 来歴
琉球政府宜野湾村（現・沖縄県宜野湾市野嵩）に生まれる。1973年（昭和48年）4月、宜野湾市役所に入庁。1976年（昭和51年）3月、琉球大学短期大学部法経学科卒業。2012年（平成24年）3月、副市長に就任。
2018年8月8日、沖縄県知事の翁長雄志が任期中に死去。翁長の死去に伴う県知事選に出馬するため、宜野湾市長の佐喜眞淳が8月18日付で辞職。9月30日に行われた宜野湾市長選挙に自民党・公明党・日本維新の会の推薦を受けて立候補。「オール沖縄」勢力が支援した沖縄県高校PTA連合会前会長の仲西春雅との一騎打ちを制し初当選した。
※当日有権者数：75,415人 最終投票率：64.26%（前回比：-4.46pts）
| 候補者名 | 年齢 | 所属党派 | 新旧別 | 得票数   | 得票率 | 推薦・支持                                                         |
| -------- | ---- | -------- | ------ | -------- | ------ | ------------------------------------------------------------------ |
| 松川正則 | 65   | 無所属   | 新     | 26,214票 | 55.55% | （推薦）自民党・公明党・日本維新の会                               |
| 仲西春雅 | 57   | 無所属   | 新     | 20,975票 | 44.45% | （推薦）社民党・共産党・社会大衆党・立憲民主党・自由党・国民民主党 |

2022年9月4日に告示された宜野湾市長選挙に、2期目を目指す形で、無所属で立候補。前回に続き仲西との一騎討ちとなった。9月11日の投開票の結果、仲西を前回より引き離し再選を果たした。
※当日有権者数：77,587人 最終投票率：63.49%（前回比：-0.77pts）
| 候補者名 | 年齢 | 所属党派 | 新旧別 | 得票数   | 得票率 | 推薦・支持                                                       |
| -------- | ---- | -------- | ------ | -------- | ------ | ---------------------------------------------------------------- |
| 松川正則 | 68   | 無所属   | 現     | 29,664票 | 61.64% | （推薦）自民党・公明党                                           |
| 仲西春雅 | 61   | 無所属   | 新     | 18,458票 | 38.36% | （推薦）立憲民主党、共産党、れいわ新選組、社民党、沖縄社会大衆党 |

2024年7月24日〜26日の日程で、普天間飛行場の跡地利用に関する要請活動のために東京都を訪問。25日に首相官邸で内閣官房長官の林芳正と面談を行っていたが、翌26日の朝、港区赤坂のビジネスホテルの一室で死亡しているのが見つかった。70歳没。病死とみられる。

## 人物・市政
- 2022年6月8日、再選に向けた市長選出馬表明の記者会見で、普天間飛行場の名護市辺野古移設について「容認せざるを得ない」との立場を改めて示した[9]。
- 2022年7月25日、発熱などの症状が出たためPCR検査を受けたところ、翌26日に新型コロナウイルス感染が確認された[10]。